# Eudemonisme
Eudemonisme of eudaimonisme (< Oudgrieks: εὐδαιμονία / eudaimonía) is een ethische doctrine ontwikkeld door de Griekse filosoof Aristoteles.
De term eudemonisme bestaat uit twee Griekse termen, namelijk eu ("goed") en daimon ("ziel"). Eudemonisme wil zoveel zeggen als het streven naar geluk (naar een "goede ziel"). In het Nederlands wordt ook het begrip geluksleer gebruikt.

## Eudaimonisch

### Aristoteles

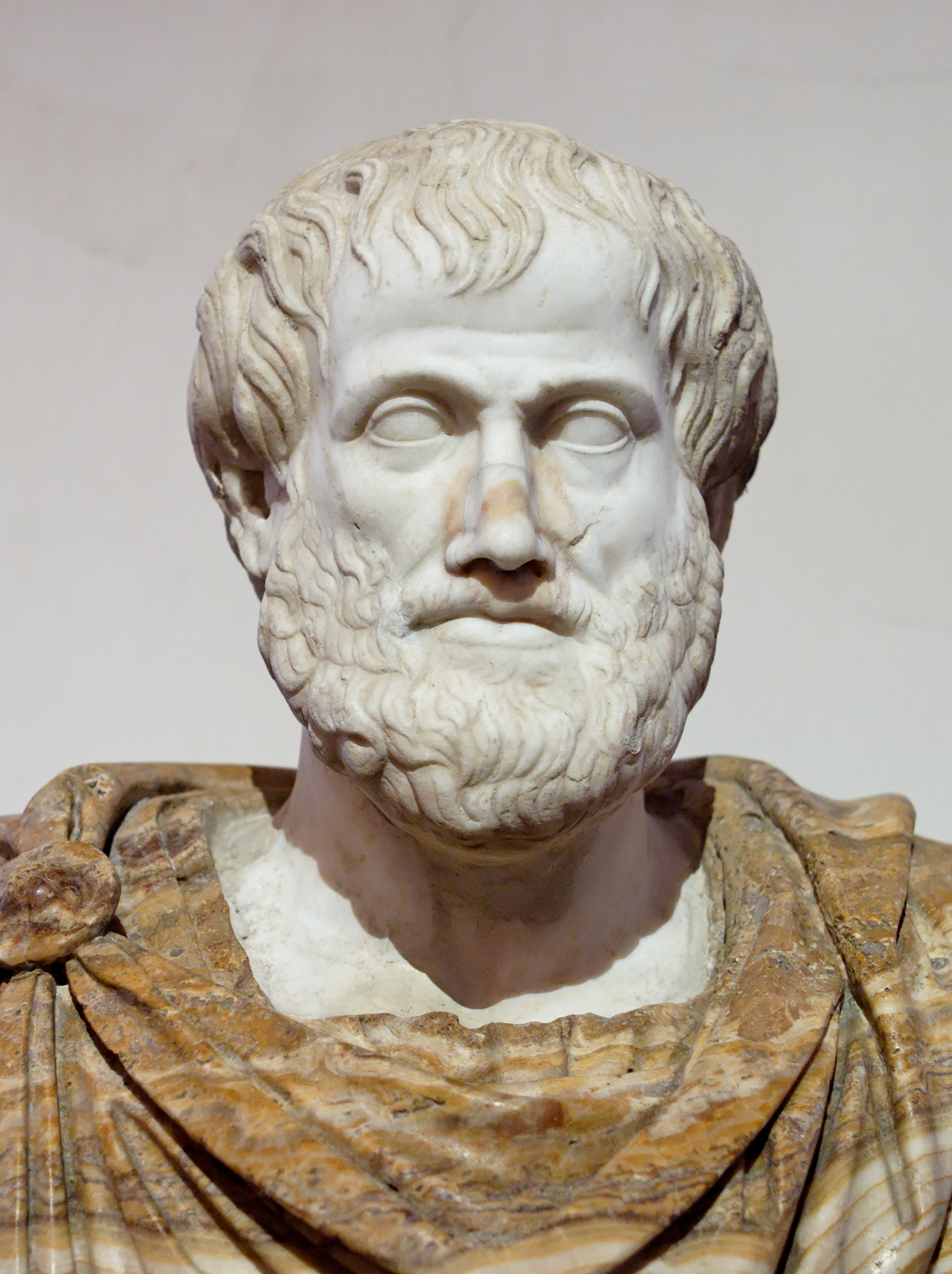
Buste van Aristoteles

Het Griekse woord Eudaimonia, dat geluk of gelukzaligheid betekent, is het einddoel in Aristoteles' deugdethiek. Dit is een bepaald gevoel van gelukzaligheid dat bereikt kan worden door verstandig te kiezen (phronesis) hoe te handelen en het gebruik van rationaliteit. Deze verstandige keuze komt volgens Aristoteles overeen met het midden (mesotes) tussen twee uitersten. Deze verstandige keuzes tezamen met een bepaalde fysieke uitmuntendheid konden dan leiden tot het gevoel eudaimonia.

### Immanuel Kant
Immanuel Kant (1724-1804) gebruikte de term eudemonisme om te verwijzen naar een levensvisie die - aldus Kant - moraliteit degradeerde tot een louter hypothetische imperatief, waartegenover Kant zijn categorische imperatief. Kant doelde hiermee vooral op het utilitarisme van Jeremy Bentham (1748-1832).

### Ayn Rand
De ethische theorieën van de Amerikaanse filosoof Ayn Rand zijn sterk beïnvloed door eudemonistische idealen.